# Joe Arroyo
Joe Arroyo (Cartagena de Indias, 1 november 1955 - Barranquilla, 26 juli 2011), voluit Álvaro José Arroyo González, was een van de bekendste en meest invloedrijke Colombiaanse artiesten, met name in de genres salsa en cumbia. Hij werd geboren en groeide op in de wijk Nariño in Cartagena waar hij reeds op jonge leeftijd zijn zangcarrière aanving. Al op achtjarige leeftijd zong Arroyo in de bars en bordelen van de Caraïbische stad. Vanaf 1969, toen Joe Arroyo krap 14 jaar oud was, trad hij op met Los Caporales del Magdalena, Manuel Villanueva y su Orquesta en het Supercombo Los Diamantes; in 1971 nam hij een plaat op met La Protesta.

## Biografie
Joe Arroyo, groeide op in de sloppenwijk Nariño de Cartagena in de havenstad Cartagena. Vanaf zijn achtste jaar zong hij in de bars en bordelen van Tesca, het prostitutiegebied van Cartagena.
In 1973 werd Arroyo ontdekt door Julio Ernesto Estrada, de bassist, en muziekproducent van Fruko y sus Tesos, een bekende salsaband, in Colombia orquesta geheten. Met deze groep trad hij ononderbroken op tot 1981. In die jaren trad Arroyo, die zijn eigen muziek en teksten schreef, op met onder anderen Los Líderes (Los barcos en la bahía), The Latin Brothers (La guarapera) (tussen 1976 en 1981), in 1976 met Los Bestiales, in 1978 met Pacho Galán (Volvió Juanita) en met La Sonora Guantanamera, en in 1980 met Los Titanes. Hij trad daarnaast op met Piano Negro, Afro Son, Wanda Kenya, los Hermanos Zuleta, el Binomio de Oro, Juan Piña, Mario Gareña, Gabriel "Rumba" Romero, Claudia Osuna, Claudia de Colombia, Oscar Golden, Yolandita en los Carrangueros.
In 1981 startte hij zijn eigen orquesta; La Verdad. Vanaf het begin mixte Arroyo verschillende stijlen; salsa met costeñomuziek (onder andere cumbia, porro, chandé) en met verscheidene Caribische ritmes (soca, reggae). Hij creëerde hierbij zijn eigen stijl; joesón. Met La Verdad had Joe Arroyo veel succes en hij werd het boegbeeld en koning van het Carnaval van Barranquilla, waar hij 18 Gouden Congo's en twee speciaal voor hem ingestelde Gouden Supercongo's won. Zijn ongetwijfeld bekendste nummer dateert uit 1986; La Rebelión. Dit lied bezingt de geschiedenis van een Afro-Colombiaans huwelijk tussen twee slaven in het Cartagena van de 17e eeuw. De pianosolo, uitgevoerd door Chelito de Castro en de zang van Arroyo maakten het nummer direct tot een enorme hit in de bars en discotheken op het gehele Zuid-Amerikaanse continent en in Mexico. Tot de dag van vandaag is het nummer in Colombia elke dag in veel (salsa)bars te horen en geldt het als het bekendste Colombiaanse salsanummer.
Het album "Fuego en mi mente" (1988) bevat liederen met meer Afrikaanse invloeden en moderne salsa.
Latere bekende nummers van Joe Arroyo zijn En Barranquilla me quedo, El ausente (met Fruko y sus Tesos) en Mala mujer.

## Gezondheidsproblemen en dood
Reeds sinds het begin van de jaren 80 begonnen de gezondheidsproblemen voor Joe Arroyo die ertoe leidden dat een groot aantal concerten werden afgezegd. De zanger balanceerde enkele keren op de rand van de dood, in 1983 na stuiptrekkingen en in 2000 in Barcelona als gevolg van een diabetisch coma en een longontsteking. Zijn zwakke gezondheid werd gekenmerkt door ischemie, nierproblemen, motorische storingen en stemproblemen. Bij enkele concerten moest Arroyo wegens zijn gesteldheid het podium opgehesen worden.
Arroyo stierf in de ochtend van 26 juli 2011, in een ziekenhuis in Barranquilla aan een hartstilstand, veroorzaakt door het falen van verschillende organen. Op 27 juli 2011 werd hij begraven in de Jardines de la Eternidad de Puerto Colombia. Op 19 oktober 2011 werd hij herbegraven op het terrein van deze begraafplaats speciaal ingericht voor beroemde overledenen.

## Na zijn dood

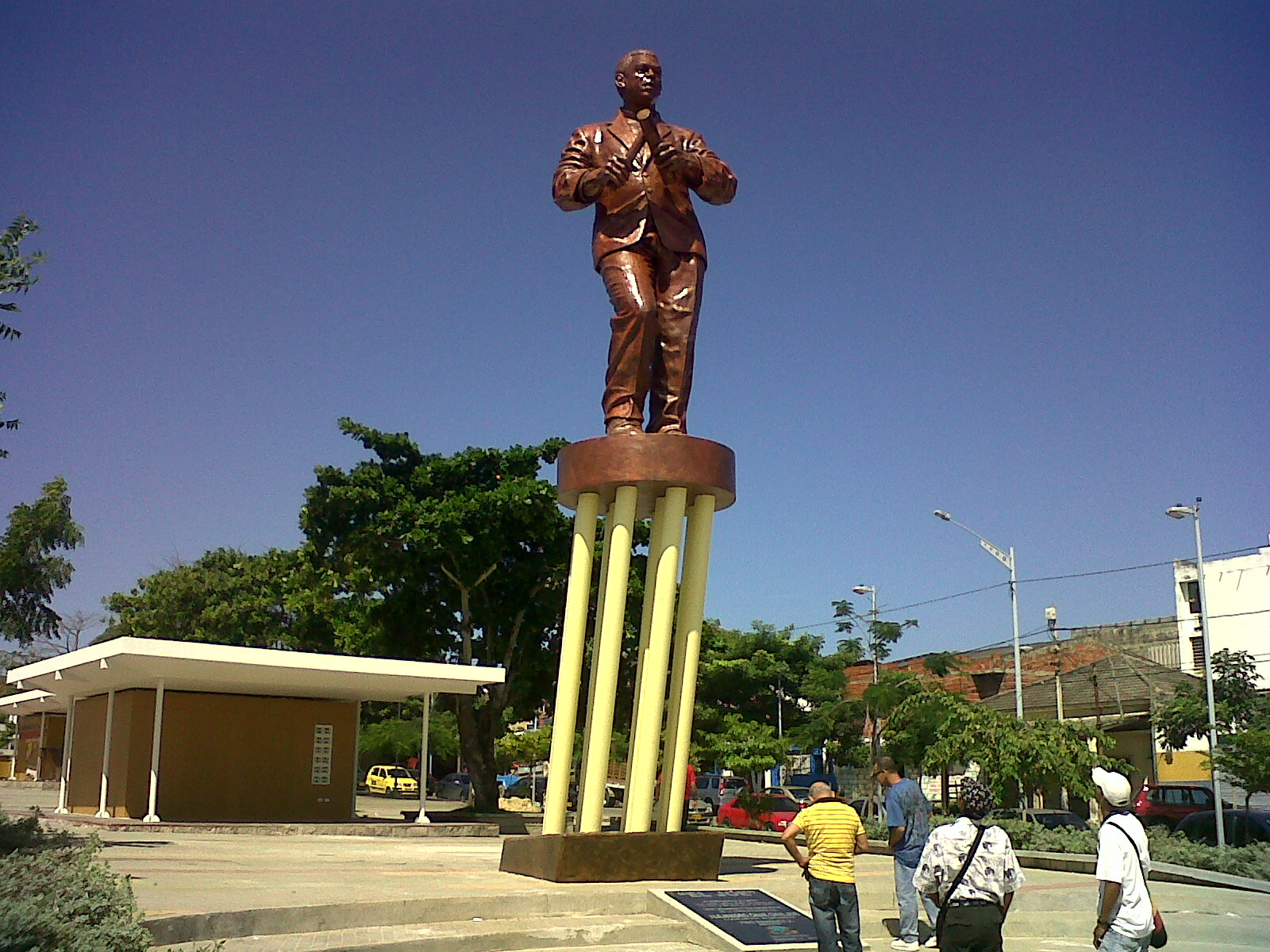
Standbeeld van Joe Arroyo in het Parque de los Músicos

Op 17 december 2011 onthulde de burgemeester van Barranquilla in het Parque de los Músicos een standbeeld ter nagedachtenis aan Joe Arroyo

## Trivia
- In februari 2012 vond op het eerste Carnaval van Barranquilla na de dood van Joe Arroyo een herdenkingsconcert plaats.
- Tussen juni en december 2011 zond het kanaal RCN een telenovela uit gebaseerd op het leven van Joe Arroyo; El Joe "La Leyenda"
- Joe Arroyo is een van de vijf Colombianen die op de omslag van het blad Rolling Stone heeft gestaan
- Arroyo is vier keer getrouwd geweest en had uit die vier huwelijken zeven kinderen.

## Discografie
Met Manuel Villanueva y su Orquesta
| Label           | Titel              | Jaar |
| Discos Tropical | Hasta la madrugada | 1970 |

Met El Supercombo Los Diamantes
| Label           | Titel                                | Jaar |
| Discos Tropical | Los Diamantes de Rubén Darío Salcedo | 1970 |

Met La Protesta
| Label           | Titel                | Jaar |
| Discos Tropical | Bajado no (Sencillo) | 1971 |

Met Fruko y sus Tesos
| Label          | Titel             | Jaar |
| Discos Fuentes | El Bueno          | 1972 |
| Discos Fuentes | Ayunando          | 1973 |
| Discos Fuentes | El Violento       | 1973 |
| Discos Fuentes | El Caminante      | 1974 |
| Discos Fuentes | El Grande         | 1975 |
| Discos Fuentes | El Bárbaro        | 1976 |
| Discos Fuentes | El Patillero      | 1977 |
| Discos Fuentes | El Cocinero Mayor | 1978 |
| Discos Fuentes | El Teso           | 1979 |
| Discos Fuentes | El Espectacular   | 1980 |
| Discos Fuentes | El Genio          | 1981 |

Met Los Líderes
| Label          | Titel         | Jaar |
| Discos Fuentes | La interesada | 1974 |
| Discos Fuentes | El Medallón   | 1975 |

Met Los Bestiales
| Label          | Titel         | Jaar |
| Discos Fuentes | Los bestiales | 1976 |

Met The Latin Brothers
| Label          | Titel                | Jaar |
| Discos Fuentes | Te enMettré          | 1976 |
| Discos Fuentes | Báilame como quieras | 1977 |
| Discos Fuentes | Suavecito apretadito | 1978 |
| Discos Fuentes | En su salsa          | 1979 |
| Discos Fuentes | Latin Brothers 81    | 1981 |

Met Pacho Galán
| Label          | Titel       | Jaar |
| Discos Fuentes | Pacho Galán | 1978 |

Met La Sonora Guantanamera
| Label          | Titel                  | Jaar |
| Discos Fuentes | La Sonora Guantanamera | 1978 |

Met Los Titanes
| Label          | Titel       | Jaar |
| Discos Fuentes | Los Titanes | 1980 |

Met La Verdad
| Label          | Titel                       | Jaar |
| Discos Fuentes | Arroyando                   | 1981 |
| Discos Fuentes | Met gusto y gana            | 1981 |
| Discos Fuentes | El campeón                  | 1982 |
| Discos Fuentes | Actuando                    | 1983 |
| Discos Fuentes | Hasta amanecé               | 1984 |
| Discos Fuentes | Me le fugué a la candela    | 1985 |
| Discos Fuentes | Musa original               | 1986 |
| Discos Fuentes | Echao pa'lante              | 1987 |
| Discos Fuentes | Fuego en mi mente           | 1988 |
| Discos Fuentes | En acción                   | 1989 |
| Discos Fuentes | La guerra de los callados   | 1990 |
| Discos Sony    | Toque de clase              | 1991 |
| Discos Sony    | Fuego                       | 1993 |
| Discos Sony    | Sus razones tendrán         | 1994 |
| Discos Sony    | Mi libertad                 | 1995 |
| Discos Sony    | Reinando en vida            | 1996 |
| Discos Sony    | Deja que te cante           | 1997 |
| Discos Sony    | Cruzando el milenio         | 1998 |
| Discos Sony    | En sol mayor                | 1999 |
| Discos Sony    | Marcando terreno            | 2002 |
| Discos Fuentes | Se armó la moña en carnaval | 2004 |
| Discos Fuentes | Mosaico de trabalenguas     | 2006 |
| Discos Fuentes | El Super Joe                | 2007 |

- Biblioteca Nacional de España: XX1316753
- Bibliothèque nationale de France: cb13937370f (data)
- Gemeinsame Normdatei: 135061016
- International Standard Name Identifier: 0000 0000 5518 0433
- Library of Congress Control Number: no98016412
- MusicBrainz: 64c69f29-f3f7-4dae-bd1b-84b429be43fe
- Nederlandse Thesaurus van Auteursnamen: 096963298
- Réseau des bibliothèques de Suisse occidentale: 02-A006488683
- SNAC: w65b2q42
- Système universitaire de documentation: 079490212
- Virtual International Authority File: 49411993
- WorldCat: E39PBJtH37kJ8YmgBtbHGw63Qq